# The Astronaut Wives Club
The Astronaut Wives Club je americký dramatický televizní seriál vysílaný od 18. června 2015 do 20. srpna 2015 na stanici ABC. Seriálovým tvůrcem je Stephanie Savage a je inspirovaný knihou Lily Koppel The Astronaut Wives Club: A True Story. Původně byl plánován na sezónu 2013-14, premiéra byla oznámena na 24. července 2014, následně však byla posunuta na 18. června 2015.

## Obsazení

### Hlavní role
- Joanna García jako Betty Grissom
- Yvonne Strahovski jako Rene Carpenter
- Dominique McElligott jako Louise Shepard
- Odette Annable jako Trudy Cooper
- Erin Cummings jako Marge Slayton
- Azure Parsons jako Annie Glenn
- Zoe Boyle jako Jo Schirra
- Desmond Harrington jako Alan Shepard
- Bret Harrison jako Gordon Cooper
- Aaron McCusker jako Wally Schirra
- Kenneth Mitchell jako Deke Slayton
- Wilson Bethel jako Scott Carpenter
- Sam Reid jako John Glenn
- Joel Johnston jako Gus Grissom
- Luke Kirby jako Max Kaplan

### Vedlejší role
- Evan Handler jako Duncan "Dunk" Pringle
- Matt Lanter jako Ed White
- Antonia Bernath jako Susan Borman
- Stella Allen jako Alice Shepard
- Madison Wolfe jako Julie Shepard
- Lorelei Gilbert jako Candy Carpenter
- Dana Gourrier jako Antoinette Gibbs
- Haley Strode jako Jane Conrad
- Holley Fain jako Marilyn Lovell
- Nora Zehetner jako Marilyn See
- Alexa Havins jako Pat White
- Ryan Doom jako Donn F. Eisele

## Produkce
Původně byl plánován na sezónu 2013-14. 5. února 2014 stanice ABC objednala limitovaný seriál s deseti epizodami. Premiéra byla oznámena na 24. července 2014, následně však byla posunuta na 18. června 2015.

## Seznam dílů
| Č. v seriálu | Původní název   | Režie           | Scénář                             | Premiéra v USA    |
| ------------ | --------------- | --------------- | ---------------------------------- | ----------------- |
| 1            | Launch          | Lone Scherfi    | Stephanie Savage                   | 18. června 2015   |
| 2            | Protocol        | Lone Scherfig   | Becky Hartman Edwards              | 25. června 2015   |
| 3            | I Retroattitude | J. Miller Tobin | Liz Tigelaar                       | 2. července 2015  |
| 4            | Liftoff         | J. Miller Tobin | Lisa Zwerling                      | 9. července 2015  |
| 5            | Flashpoint      | Elodie Keena    | Derek Simonds                      | 16. července 2015 |
| 6            | In the Blind    | Patrick Norris  | Nate DiMio                         | 23. července 2015 |
| 7            | Rendezvous      | Elodie Keene    | Becky Hartman Edwards              | 30. července 2015 |
| 8            | Abort           | Patrick Norris  | Liz Tigelaar                       | 6. srpna 2015     |
| 9            | The Dark Side   | Jon Amiel       | Casallina Kisakye a Katie Schwartz | 13. srpna 2015    |
| 10           | Landing         | Jon Amiel       | Stephanie Savage a Lisa Zwerling   | 20. srpna 2015    |